# 北條勝彦
北條 勝彦（ほうじょう かつひこ、1942年9月25日 - ）は、日本の機械工学者。大阪工業大学名誉教授、工学博士（慶應義塾大学）。元大阪工業大学校友会会長。元私立大学情報教育協会理事。
専門は、数値流体力学、熱工学。

## 略歴
1965年大阪工業大学工学部機械工学科卒業。1970年慶應義塾大学大学院工学研究科機械工学専攻博士課程修了。1973年工学博士（慶應義塾大学）。大阪工業大学工学部機械工学科に助手として着任。その後、講師、助教授を経て、1988年同学科教授。2001年大阪工業大学校友会会長・第11代機械工学科同窓会会長。2011年大阪工業大学名誉教授。2022年春の叙勲で、瑞宝小綬章受章。
大阪工業大学工学部機械工学科で30年以上の長きに渡り教鞭を執り、同大学共同研究センター長、学生部長なども歴任した。
主な所属学会は、日本機械学会、日本流体力学会、可視化情報学会、空気調和・衛生工学会。
主な著書は、わかる工業熱力学（単著、朝倉書店2008、学術書）。

## 主な研究論文
- 大田了介, 北條勝彦, 中西逸雄「B-8 円管内の層流三次元流れについての数値解析(第1報)」『空気調和・衛生工学会大会 学術講演論文集』第1988巻昭和63年 セッションID: B-8、空気調和・衛生工学会、1988年、313-316頁、doi:10.18948/shasetaikai.1988.0_313、ISSN 1880-3806。
- 北條勝彦, 大田了介, 小川光哉「流跡相互の傾斜角度を用いた流れの向きの自動解析 : 1枚の流跡画像を用いる場合」『空気調和・衛生工学会 論文集』第16巻第46号、空気調和・衛生工学会、1991年、51-57頁、doi:10.18948/shase.16.46_51、ISSN 0385275X。
- 北條勝彦, 大田了介, 三宅孝之「長い鼻管をもつピトー管によるブロッケージ効果の圧力補正法」『空気調和・衛生工学会 論文集』第16巻第47号、空気調和・衛生工学会、1991年、31-38頁、doi:10.18948/shase.16.47_31、ISSN 0385275X。
- 北條勝彦, 柏原雅享「ＰＩＶにおける圧力情報を用いた速度ベクトルの補間法」『可視化情報学会誌』第20巻第77号、可視化情報学会、2000年、139-144頁、doi:10.3154/jvs.20.139、ISSN 0916-4731。
- 藤野聡史, 古河大介, 北條勝彦「A-8 PIVとCFDの融合による流れ場の推定法に関する研究(一般講演)」『空気調和・衛生工学会大会 近畿支部発表会論文集』第2001巻、空気調和・衛生工学会、2004年、39-42頁、doi:10.18948/shasekinki.2001.0_39、ISSN 2185-9175。
- 清水裕輔, 北條勝彦「A-2 差分格子ボルツマン法による熱対流場の数値解析(一般講演)」『空気調和・衛生工学会大会 近畿支部発表会論文集』第2003巻、空気調和・衛生工学会、2004年、5-8頁、doi:10.18948/shasekinki.2003.0_5、ISSN 2185-9175。
- 北條勝彦, 一木尚樹, 武内豊季, 西村健, 大阪弘一, 力植章「B-9 BEMによる三次元非定常温度場の解析」『空気調和・衛生工学会大会 近畿支部発表会論文集』第1993巻、空気調和・衛生工学会、1994年、135-138頁、doi:10.18948/shasekinki.1993.0_135、ISSN 2185-9175。
- 松島栄次, 北條勝彦「1210 誘導加熱を用いた熱拡散率測定法の精度に関する研究(GS-6 熱物性,研究発表講演)」『関西支部講演会講演論文集』第2005.80巻、日本機械学会、2005年、_12-19_、doi:10.1299/jsmekansai.2005.80._12-19_、ISSN 2424-2756。